# Prawdziwa pobożność
Prawdziwa pobożność – ogólnoświatowa seria trzydniowych kongresów (dużych spotkań religijnych) zorganizowanych przez Świadków Jehowy w około 140 krajach. Kongresy rozpoczęły się latem 1989 roku na półkuli północnej, a zakończyły na początku 1990 roku na półkuli południowej. W 1210 zgromadzeniach uczestniczyło ponad 6 600 000 osób, a 123 688 zostało ochrzczonych.
Myśl przewodnia oparta była na wersecie biblijnym: „Jednakże ty, człowiecze Boży, (...) zabiegaj o sprawiedliwość, pobożność” (1 Tm 6:11). Celem programu było zwrócenie uwagi na potrzebę okazywania prawdziwej pobożności (oddania dla Jehowy Boga; głębokiego szacunku oraz cześć i służba, połączona z lojalnym popieraniem Bożego powszechnego zwierzchnictwa) oraz zachęcenie do przejawiania jej w jeszcze pełniejszej mierze.

## Kongresy międzynarodowe w Polsce

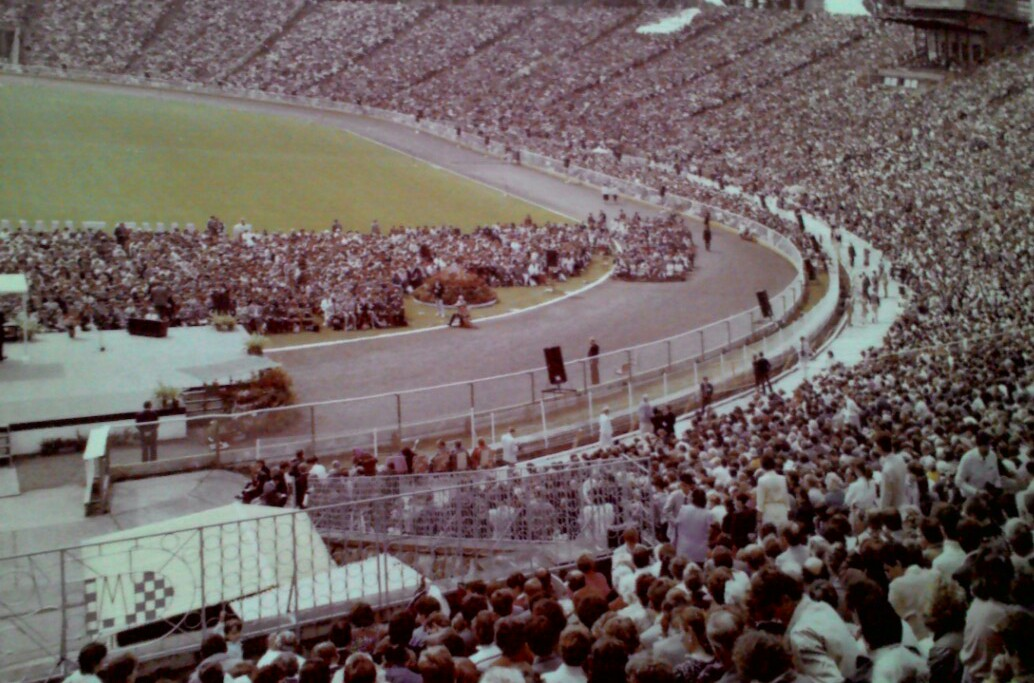
Kongres międzynarodowy w Chorzowie. Przed sceną kandydaci do chrztu

### Przygotowania
W październiku 1987 roku na dorocznym zebraniu statutowym pensylwańskiej korporacji Towarzystwa Strażnica ogłoszono, że kongresy międzynarodowe w roku 1989 odbędą się w Polsce.
W hotelach w miastach kongresowych zakwaterowało się około 12 tysięcy osób, natomiast polscy Świadkowie Jehowy zapewnili noclegi dla ok. 60 tysięcy delegatów. Zakwaterowali ich w domach i mieszkaniach prywatnych, w Salach Królestwa, w internatach i namiotach. W Poznaniu znaleziono noclegi dla 16 tysięcy delegatów, w Warszawie dla 21 tysięcy, a w Chorzowie – dla 30 tysięcy. Do transportu wynajęto autobusy i specjalne składy pociągów.
Był to drugi kongres międzynarodowy organizowany w Polsce (poprzedni – pod hasłem „Lud zachowujący prawość” – odbył się w 1985 roku), a pierwszy po odzyskaniu prawnej rejestracji w Polsce.
Dla zagranicznych delegatów (w tym ponad 2500 ze Stanów Zjednoczonych i około 2000 z Włoch) zorganizowano zwiedzanie niektórych miejsc w Polsce, m.in. Dom Urodzenia Fryderyka Chopina, dom Marii Skłodowskiej-Curie w Warszawie oraz były hitlerowski obóz koncentracyjny Auschwitz-Birkenau w Oświęcimiu, gdzie w czasie II wojny światowej więzieni byli także Świadkowie Jehowy.
Kongresy pod hasłem „Prawdziwa pobożność” odbyły się w dniach od 4 do 6 sierpnia 1989 roku w Chorzowie i Poznaniu oraz od 11 do 13 sierpnia w Warszawie w Polsce. Podobne zorganizowano także w innych miastach świata.

### Specjalne punkty programu
Ponieważ zgromadzenia miały charakter międzynarodowy, przekazano na nich pozdrowienia z około 25 krajów. W Warszawie część programu tłumaczono jednocześnie na 16 języków (w Poznaniu na 13, a w Chorzowie na 15). Na kongresach w Polsce gościło 5 członków Ciała Kierowniczego, którzy wygłosili przemówienia.
Publikacje: Uczestnicy kongresów w Polsce po raz pierwszy w historii otrzymali na kongresie nowe publikacje: broszurę Czy wierzyć w Trójcę? i traktaty: W co wierzą Świadkowie Jehowy? i Dlaczego można zaufać Biblii?.
Na kongresach w innych krajach wyjątkowy charakter miał program w piątkowe popołudnie, gdy młodych uczestników kongresu (w wieku od 10 do 19 lat) poproszono o zajęcie miejsc w zarezerwowanym sektorze. Po specjalnych przemówieniach każdy z nich otrzymał nową książkę Pytania młodych ludzi. Praktyczne odpowiedzi (tom 1). Zgromadzeni otrzymali też książkę: Biblia – słowo Boże czy ludzkie?.
Dramat (przedstawienie kostiumowe): Podporządkujcie się Jehowie.
Wykład publiczny: Zbliża się wyzwolenie ludzi prawdziwie pobożnych!.

### Miejsca kongresowe w Polsce
- 4–6 sierpnia:
  - Chorzów, Stadion Śląski: 65 710 obecnych – ochrzczono 2663 osoby[19][20][21].
  - Poznań, Stadion Warty[19][20][22][6]: 40 442 obecnych – ochrzczono 1525 osób.

- 11–13 sierpnia
  - Warszawa, Stadion Dziesięciolecia: 60 366 obecnych – ochrzczono 1905 osób. Niektóre punkty programu zostały tłumaczone na język: angielski, czeski, duński, fiński, francuski, grecki, hiszpański, japoński, niderlandzki, niemiecki, norweski, portugalski, rosyjski, serbsko-chorwacki, szwedzki, włoski oraz polski migowy[4][5][23][24][25][26][27][28].

### Delegacje zagraniczne
W Polsce w kongresach uczestniczyło 166 518 osób, w tym delegacje z co najmniej 37 krajów europejskich (721 delegatów z Wielkiej Brytanii), delegacje z Włoch, Francji, Skandynawii, Grecji, Węgier, z krajów, gdzie w tym czasie działalność Świadków Jehowy była ograniczona lub zakazana (przeszło 6000 z ZSRR, NRD), Bułgarii oraz z Japonii, Stanów Zjednoczonych i Kanady.
Ministerstwo Spraw Wewnętrznych Czechosłowacji wydało zgodę na oficjalny przyjazd na kongresy do Polski ok. 10 tysięcy Świadków Jehowy z Czechosłowacji – była to wówczas przeszło połowa wyznawców w tym kraju. Niektórzy z delegatów z Czechosłowacji, ZSRR i innych krajów Europy Wschodniej po raz pierwszy brali udział w spotkaniu, na którym liczba współwyznawców przekraczała 15–20 osób.
W „Życiu Warszawy” z 16 sierpnia 1989 roku tak napisano o kongresie na warszawskim Stadionie Dziesięciolecia: „Te spotkania mają dla wyznawców Boga Jehowy ogromne znaczenie – mówią sami. – Są z pewnością manifestacją jedności współwyznawców (...). I jeszcze jedno – mogą być uczestnicy kongresu wzorem do naśladowania, gdy mowa o zachowaniu porządku, spokoju i czystości”.

### Administracja zgromadzenia
- Przewodniczący Zgromadzenia Theodore Jaracz, Daniel Sydlik i John E. Barr z Ciała Kierowniczego Świadków Jehowy.

## Pozostałe kongresy na świecie

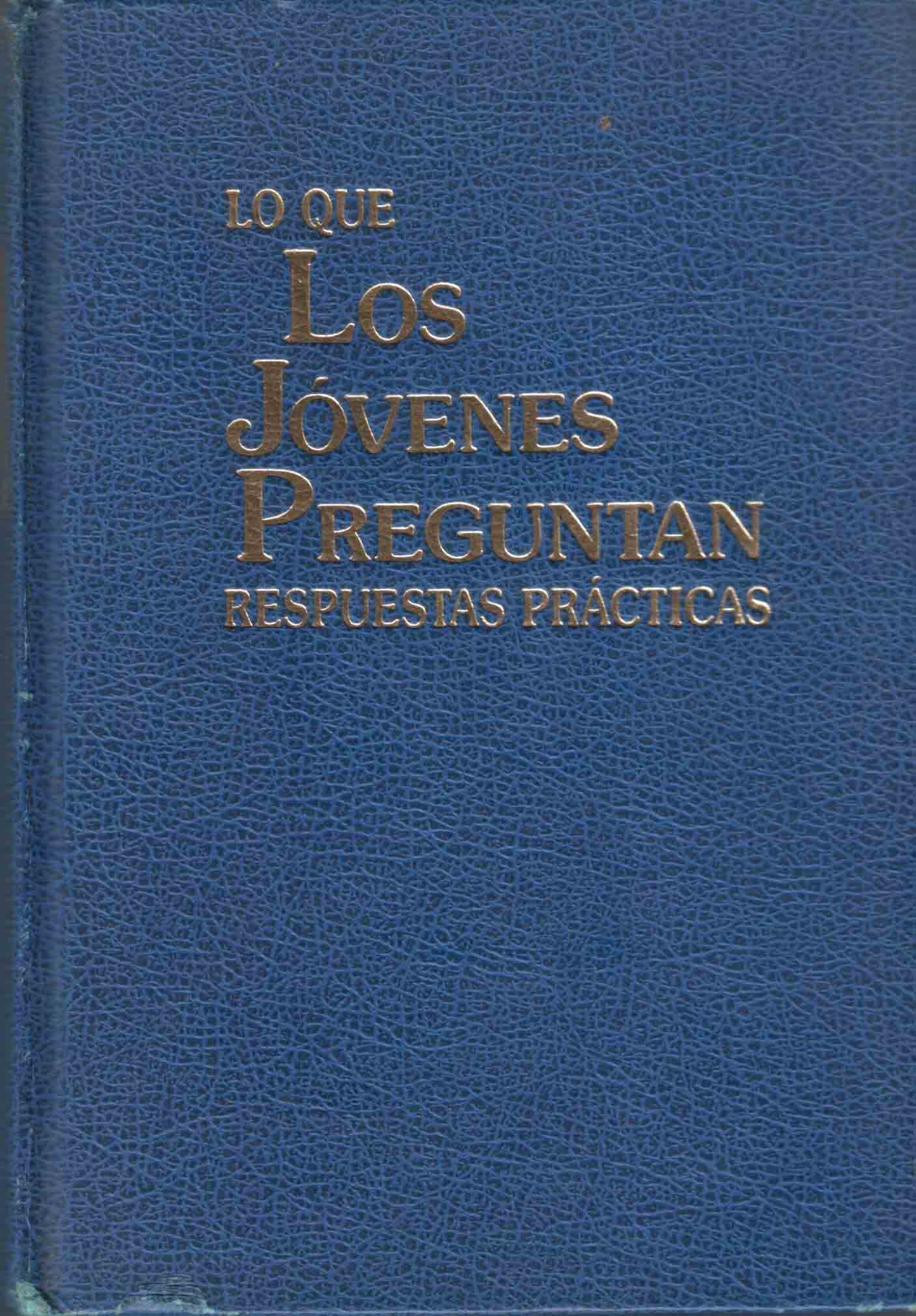
Książka Pytania młodych ludzi. Praktyczne odpowiedzi; ogłoszenie wydania na kongresie 1989 r.

Ponad 6 600 000 uczestników 1210 zgromadzeń Świadków Jehowy w około 140 krajach. Na zjazdach tych ochrzczono 123 688 osób.
W lipcu, miesiąc po uznaniu prawnym Świadków Jehowy na Węgrzech 9477 osób przybyło na pierwszy oficjalny kongres po zniesieniu zakazu, który się odbył w budapeszteńskiej hali sportowej.
W Europie Zachodniej na kongres przybyło ogółem 977 977 osób, a 25 807 osób zostało ochrzczonych.
Liczba obecnych: Austria – 25 153 (7 kongresów), Finlandia – 25 679, Francja – 156 751, Hiszpania – 115 981, Holandia – 44 185, Luksemburg – 3131, Norwegia – 13 829, Portugalia – 59 787, RFN – 159 819 (14 kongresów), Szwajcaria – 23 867 (4 kongresy), Szwecja – 30 943, Wielka Brytania – 160 704 i Włochy – 240 041.
W Stanach Zjednoczonych w 133 kongresach uczestniczyło 1 366 700 osób, a 18 011 ochrzczono.
W Argentynie w październiku i listopadzie 1989 roku odbyło się 28 kongresów, na które przybyły 130 262 osoby, w tym 79 858 głosicieli z tego kraju.
W Brazylii odbyło się 108 kongresów.
Powracający z obozów dla uchodźców w Mozambiku, Świadkowie Jehowy zorganizowali wielki kongres w okolicach Maputo.
W trzech kongresach na Bahamach uczestniczyło 2448 osób, a 48 zostało ochrzczonych.
W kongresie w Gujanie Francuskiej wzięło udział 1425 osób, a 28 ochrzczono.
W kongresie na Gwadelupie wzięło udział 12 339 osób, a 308 zostało ochrzczonych.
W Indiach w serii 21 kongresów zorganizowanych w 10 językach uczestniczyło ponad 15 tysięcy osób, a 545 z nich zostało ochrzczonych. We wrześniu 1989 roku w kongresach na Wyspach Salomona uczestniczyło 2339 osób, a 37 z nich zostało ochrzczonych.
Wiosną 1990 roku na zebraniach zborowych przedstawiony został specjalny program: „Entuzjastyczne wysławianie Jehowy na kongresach w Polsce”. Był on ilustrowany przezroczami ukazującymi najważniejsze wydarzenia z kongresów pod hasłem „Prawdziwa pobożność”, które w roku 1989 odbyły się w Polsce.